# Museo de Medicina de Azerbaiyán
El Museo de Medicina de Azerbaiyán es un museo en Bakú, capital de Azerbaiyán, que cubre la historia de la medicina en el país.

## Historia
El museo fue creado por el decreto del Ministerio de Salud de la República de Azerbaiyán (ministro Talat Gasimov) de fecha 2 de julio de 1984. Funciona oficialmente desde el 29 de enero de 1986.

## Colección
La exhibición comienza con el bajorrelieve, que es una descripción de Asclepio (un héroe y dios de la medicina en la antigua religión y mitología griegas). En la entrada, Asclepio y sus hijas, Higía y Panacea están representados en enormes bajorrelieves.
En la primera sala, un busto de Avicena, uno de los más grandes eruditos del siglo XII en Oriente y la foto del manuscrito de la obra de la Ley de la Ciencia del Doctor escrita en 1143, que se estaba enseñando en muchas universidades médicas europeas con sus ilustraciones. En esta sala también hay un busto de Hipócrates, fundador de la medicina moderna, y una parte de su famoso juramento. Diferentes elementos de la antigua medicina griega y romana, de la Edad Media de Azerbaiyán, de Europa Oriental y Occidental han sido incrustados en tableros de cobre a lo largo de las paredes.
La segunda sala cuenta con instrumentos quirúrgicos medievales, copias de historiales médicos de los siglos XIII al XIX que se conservan en el Instituto de Manuscritos. Retratos, diplomas, monografías y disertaciones de los primeros médicos azerbaiyanos que estudiaron en las universidades europeas y rusas en el siglo XIX, Abdulkhalik Akhundov, el organizador del primer tratamiento médico gratuito en Bakú, Mammadrza Vakilov, el primer médico sanitario Mustafa Sharifov, Bahram Akhundov, Karimbey Mehmandarov, Ibrahim Rahimov, se exhiben en este salón. También hay un rincón dedicado al científico, profesor de la Universidad Estatal de Kazán (región del Volga) Mirza Kazim Bey, que enriqueció los campos de la neurología y la cardiología con experimentos científicos.
La tercera sala cubre el comienzo del siglo XX en Bakú. Según la decisión de los industriales petroleros, se demostraron muchas fotografías y documentos relacionados con la creación de instalaciones médicas equipadas con equipos médicos modernos.
En la cuarta sala, se ha proporcionado información completa sobre la medicina durante el período de la Primera República democrática de Azerbaiyán, el primer edificio de la Universidad Estatal de Bakú, fundada en 1919, sus primeros rectores, Vasili Razumovsky y el neuropatólogo Sergey Davidenko, la primera graduación de la facultad de medicina, profesores y maestros. Aquí, en los primeros años del poder soviético en Azerbaiyán, se discuten ampliamente las actividades del Comité Revolucionario en el campo de la salud, se publican revistas médicas en Bakú, se exhiben trabajos de científicos y otros materiales.
Una de las esquinas de la sala está dedicada a Nariman Narimanov. Sus artículos médicos, sus pertenencias personales y la carta escrita por él a su hijo Najaf, están expuestos aquí.
En la quinta sala, antes de la guerra, se prestó gran atención a la organización de la atención sanitaria en la República Socialista Soviética de Azerbaiyán, al establecimiento de la Universidad de Medicina de Azerbaiyán y al Instituto de Mejoramiento de Doctores.
La Media Luna Roja de Azerbaiyán tiene sus primeras marcas de reconocimiento y ropa.
La última sala del museo trata sobre el trabajo realizado en el campo de la salud bajo la dirección del Presidente de la República de Azerbaiyán. Ilham Aliyev.

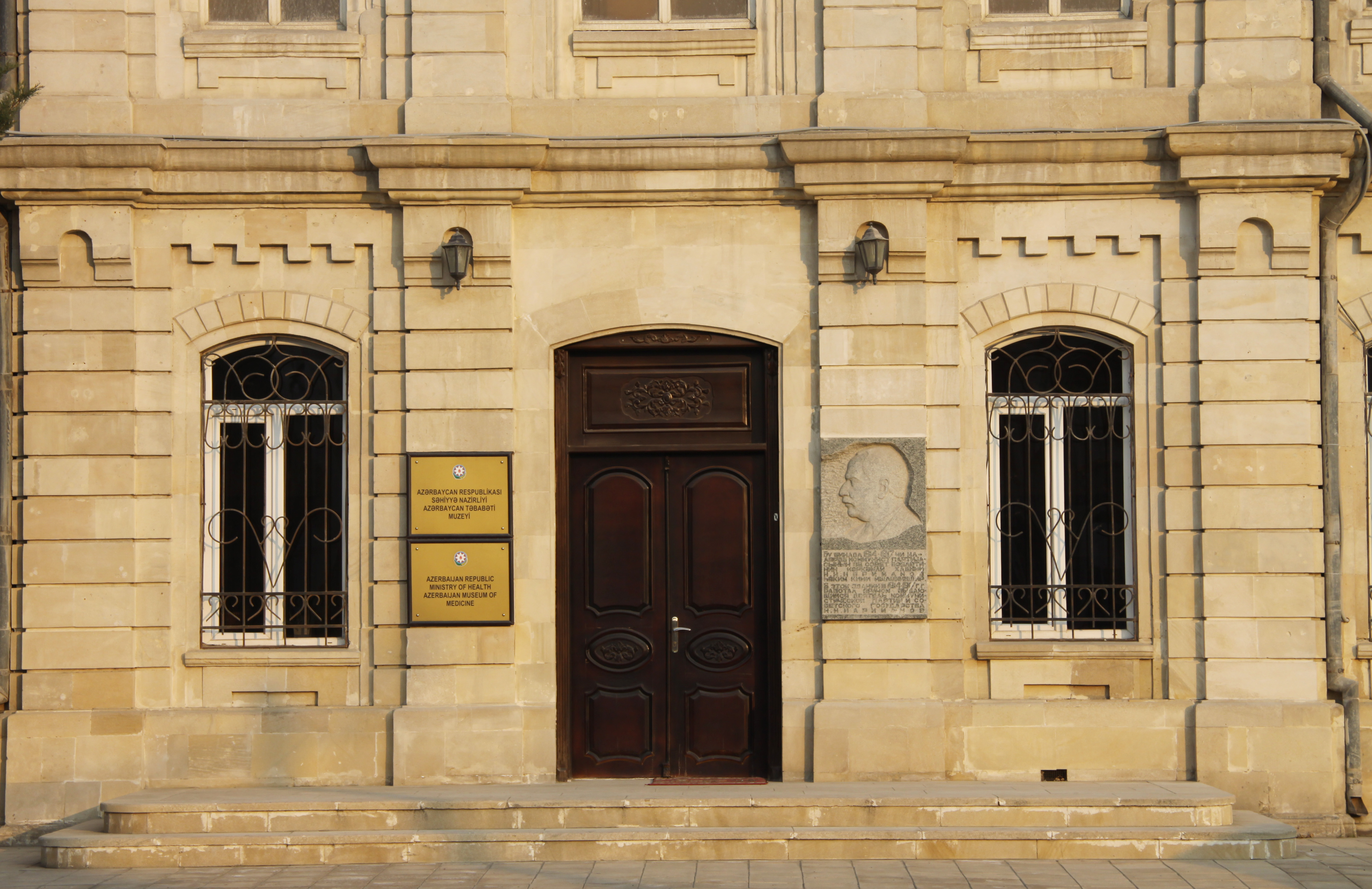
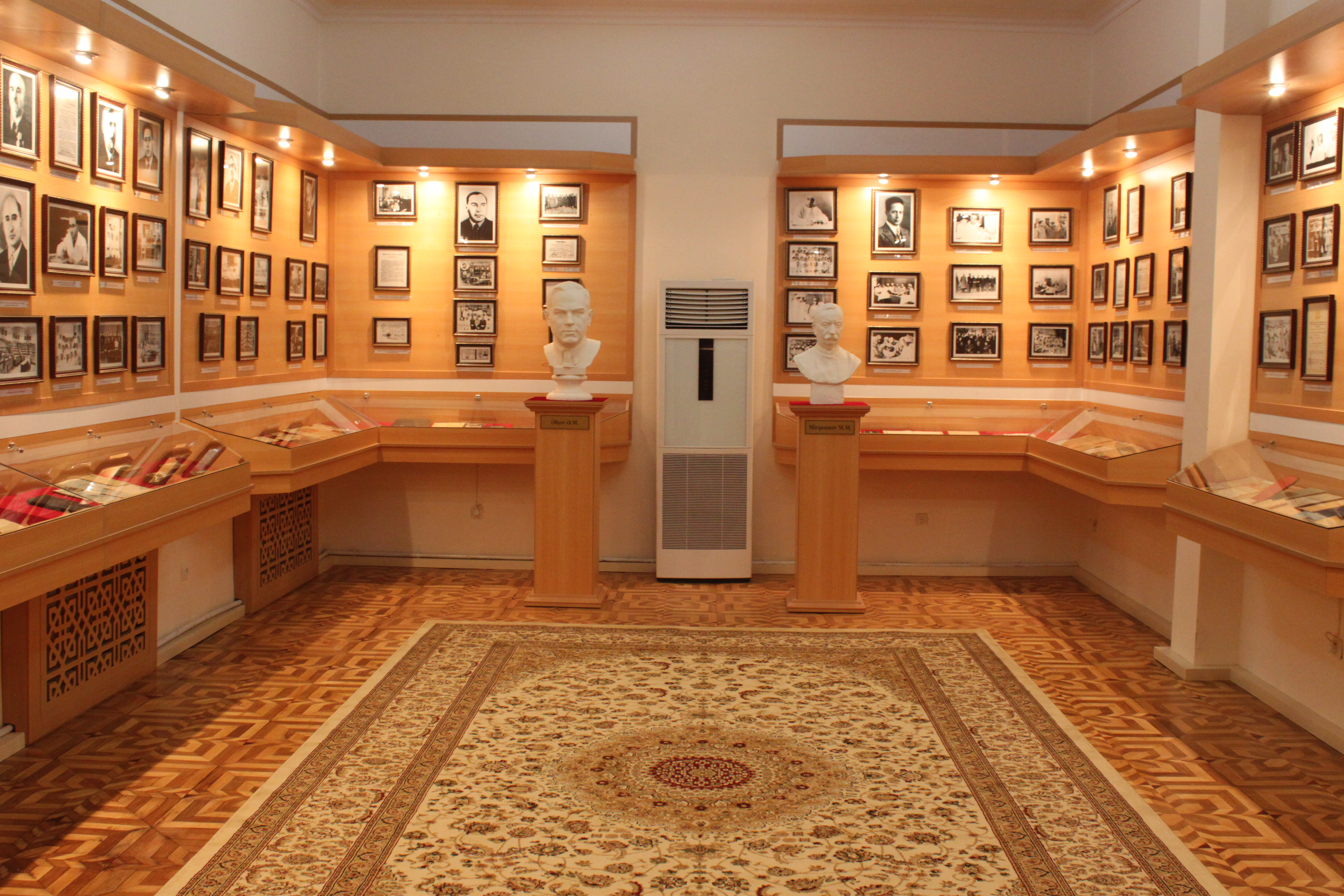
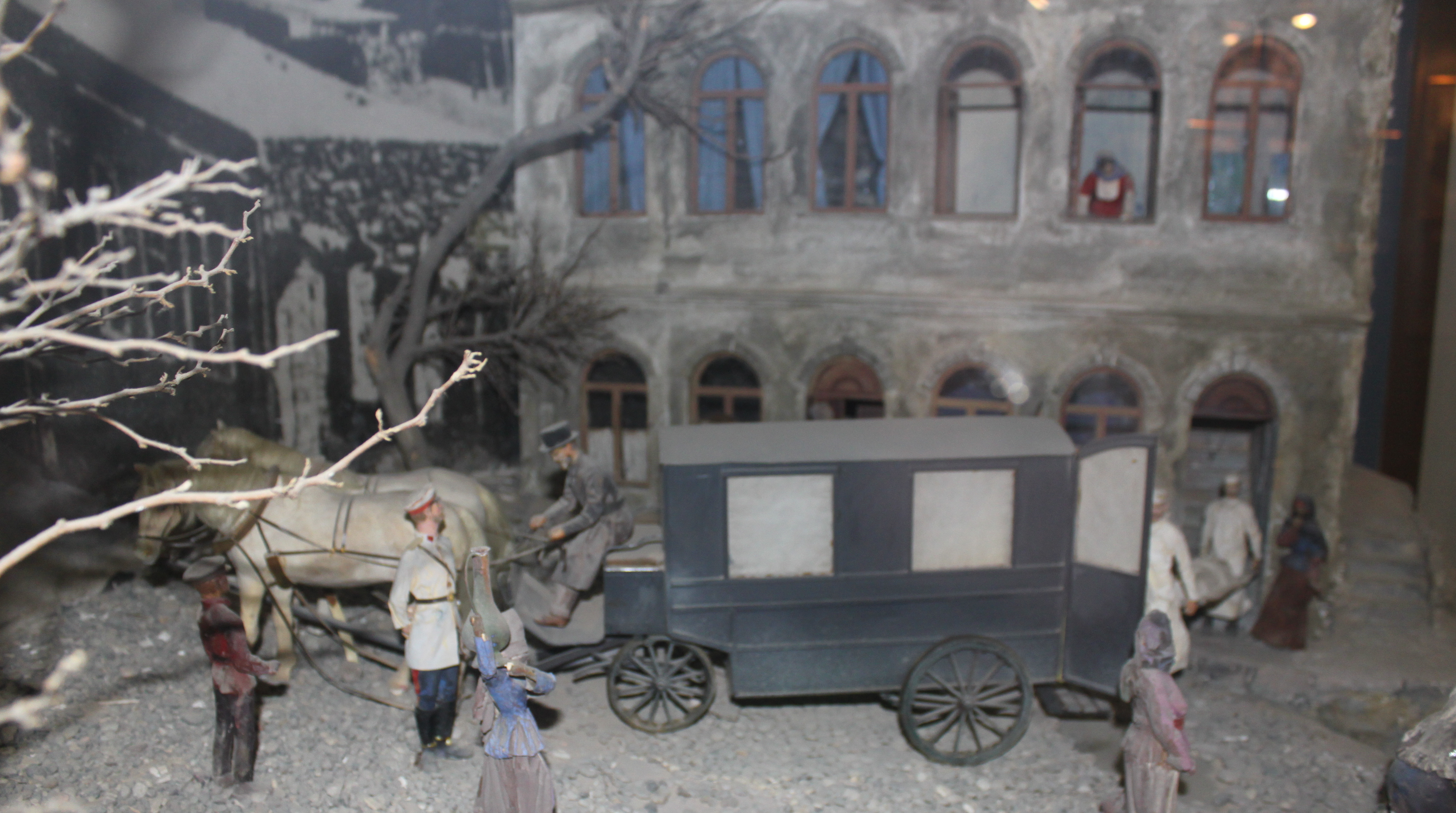
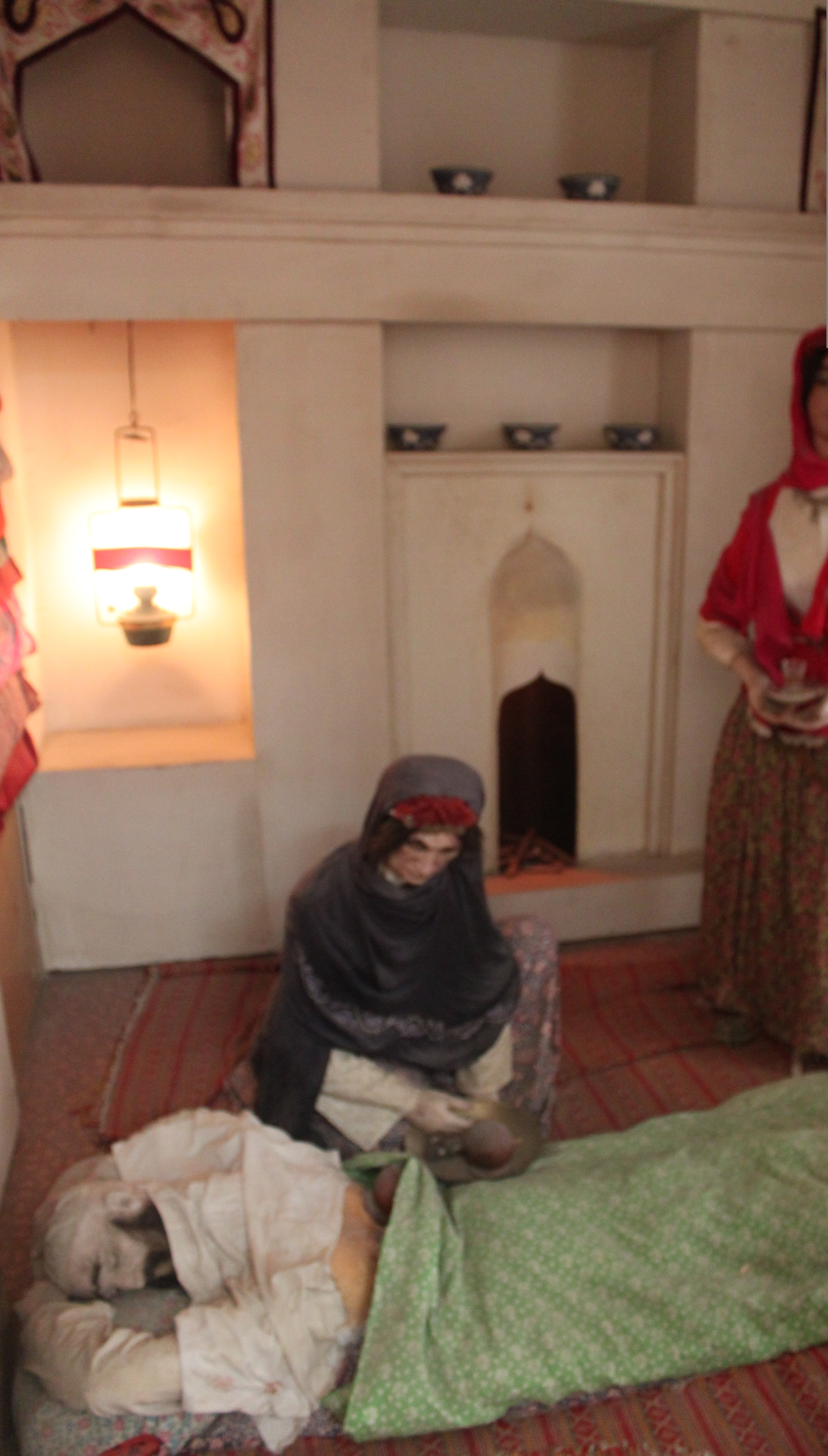
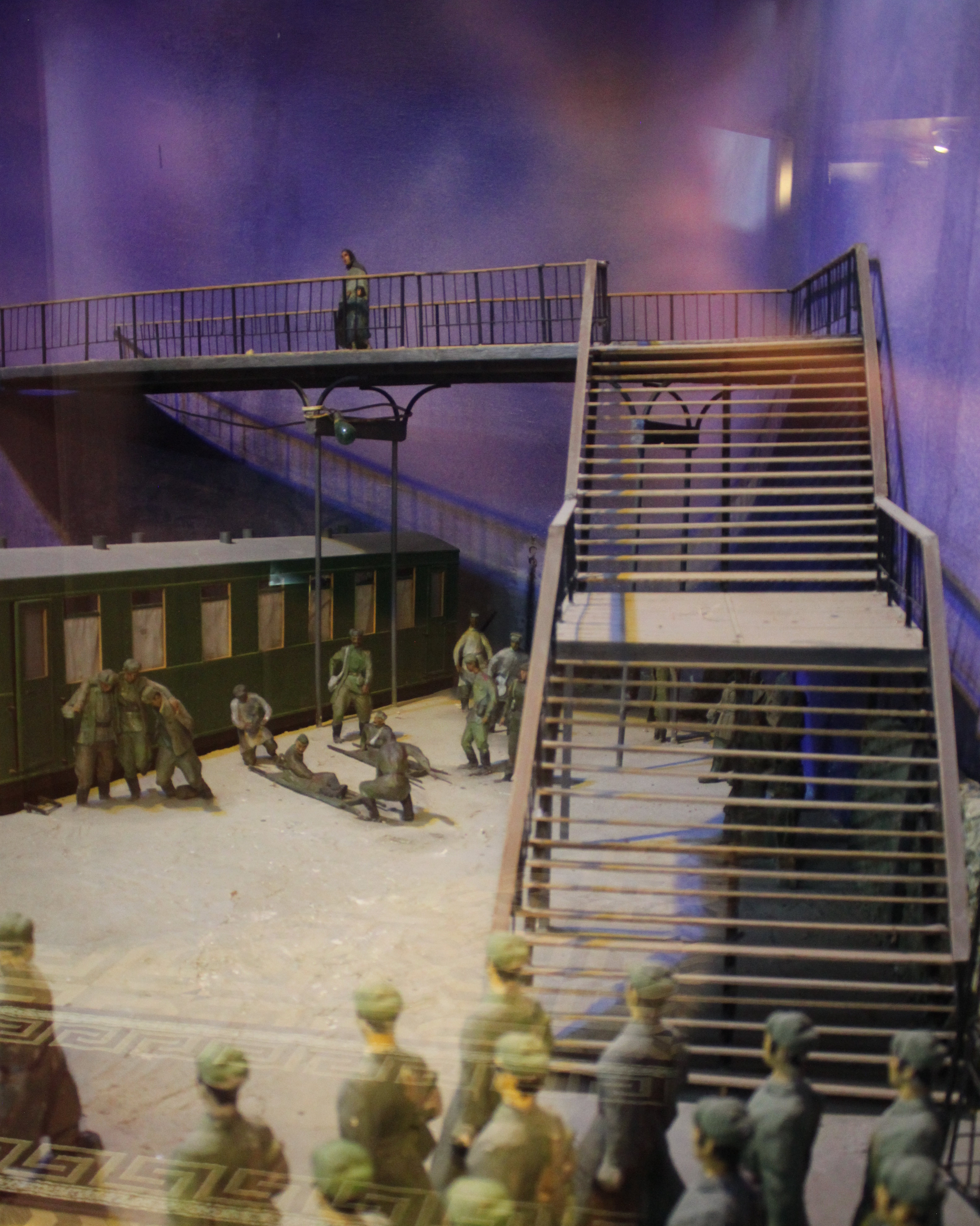